# Novotjerkassk

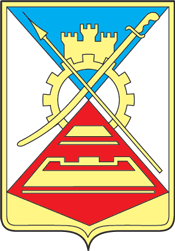
Stadens vapen.

Novotjerkassk (ryska Новочеркасск) är en stad i Rostov oblast, Ryssland. Den är grundad 1805 och är belägen vid floden Aksaj, 40 kilometer nordöst om Rostov-na-Donu. Staden är mest känd som donkosackernas huvudstad efter Starotjerkassk, den tidigare huvudstaden.
Perioden 1918-20 var Novotjerkassk centrum för donkosackernas upprorsrörelse. Novotjerkassk polytekniska institut grundades 1907.
Novotjerkassk har en stor industrisektor som tillverkar stora serier lok till järnvägarna i Ryssland och andra f.d. sovjetrepubliker.

## Administrativt område
Novotjerkassk var tidigare uppdelat i centralorten samt Donskoj, som sedan 2004 är sammanslagen med centrala Novotjerkassk.
| Stad/Ort      | Invånarantal 9 oktober 2002 | Invånarantal 14 oktober 2010 | Invånarantal 1 januari 2015 |
| ------------- | --------------------------- | ---------------------------- | --------------------------- |
| Novotjerkassk | 170 822                     | 168 746                      | 172 817                     |
| Donskoj       | 13 648                      | Ingen uppgift                | Ingen uppgift               |
| TOTALT        | 184 470                     | 168 746                      | 172 817                     |